# 2416 Шаронов
2416 Шаронов (енгл. 2416 Sharonov) је астероид главног астероидног појаса чија средња удаљеност од Сунца износи 3,012 астрономских јединица (АЈ).
Апсолутна магнитуда астероида је 11,4.